# Sierra de los Guájares
La Sierra de los Guájares es una unidad montañosa que forma parte de la Cordillera Penibética. La sierra recibe el nombre del municipio homónimo en la comarca de la Costa Tropical, provincia de Granada, España. No obstante, también se extiende por otros municipios aledaños.
La Sierra de los Guájares forma parte de la primera línea montañosa que se ubica entre el Mar de Alborán y el Valle de Lecrín, haciendo además de puente entre el macizo de Sierra Nevada y las cimas de la Sierra Almijara. Está delimitada al norte por el río Santo, el Embalse de Béznar y el río Ízbor, al oeste por el Embalse de Rules y el río Guadalfeo, y al este por el río de la Toba.